# Brauner Zackenbarsch
Der Braune Zackenbarsch (Mycteroperca marginatus, Syn.: Epinephelus marginatus) ist eine Art der zu den Zackenbarschen gehörenden Gattung Epinephelus. Er lebt in den Riffen und Felsküsten des östlichen und westlichen Atlantiks und im Mittelmeer.
Der Bestand ist, hauptsächlich wegen Überfischung durch kommerziellen Fischfang, bedroht. Die International Union for Conservation of Nature and Natural Resources (IUCN) stuft die Art als stark gefährdet (Endangered, EN) ein.

## Merkmale
Der Braune Zackenbarsch erreicht eine maximale Länge von über 1,5 Meter, bleibt allerdings in der Regel unter einem Meter lang. Das Gewicht beträgt durchschnittlich 12 Kilogramm. Er besitzt, wie andere Zackenbarsche, einen hochrückigen und seitlich etwas abgeflachten Körper mit großem Kopf. Das Maul ist endständig und reicht bis unter die Augen. Rücken und Seiten des Fisches sind braun bis dunkelgrün mit einer gelben Marmorierung, der Bauch ist gelb gefärbt.
Wie andere Zackenbarsche besitzt er einen Kiemendeckel mit einem gezackten Rand, der den Fischen ihren Namen gab. Der Körper ist mit kleinen Kammschuppen besetzt. Die Rückenflosse ist groß ausgebildet und in der Mitte gekerbt, sie besitzt 11 Hart- und 15 bis 16 Weichstrahlen. Die Bauchflossen sind brustständig mit 16 bis 18 Flossenstrahlen, die Analflosse hat 3 Hart- und 8 bis 9 Weichstrahlen.

## Verbreitung
Der Braune Zackenbarsch ist ein im Ost- und Westatlantik sowie im Mittelmeer verbreiteter Riff- und Felsbewohner, wobei er vor allem in subtropischen Regionen vorkommt. Dabei ist er im Ostatlantik von der Biskaya bis zur Küste von Angola sowie um die Südspitze Afrikas bis nach Madagaskar verbreitet. Im Westatlantik reicht das Verbreitungsgebiet von den Bermudas bis Brasilien, Uruguay und Nordargentinien.

## Lebensweise

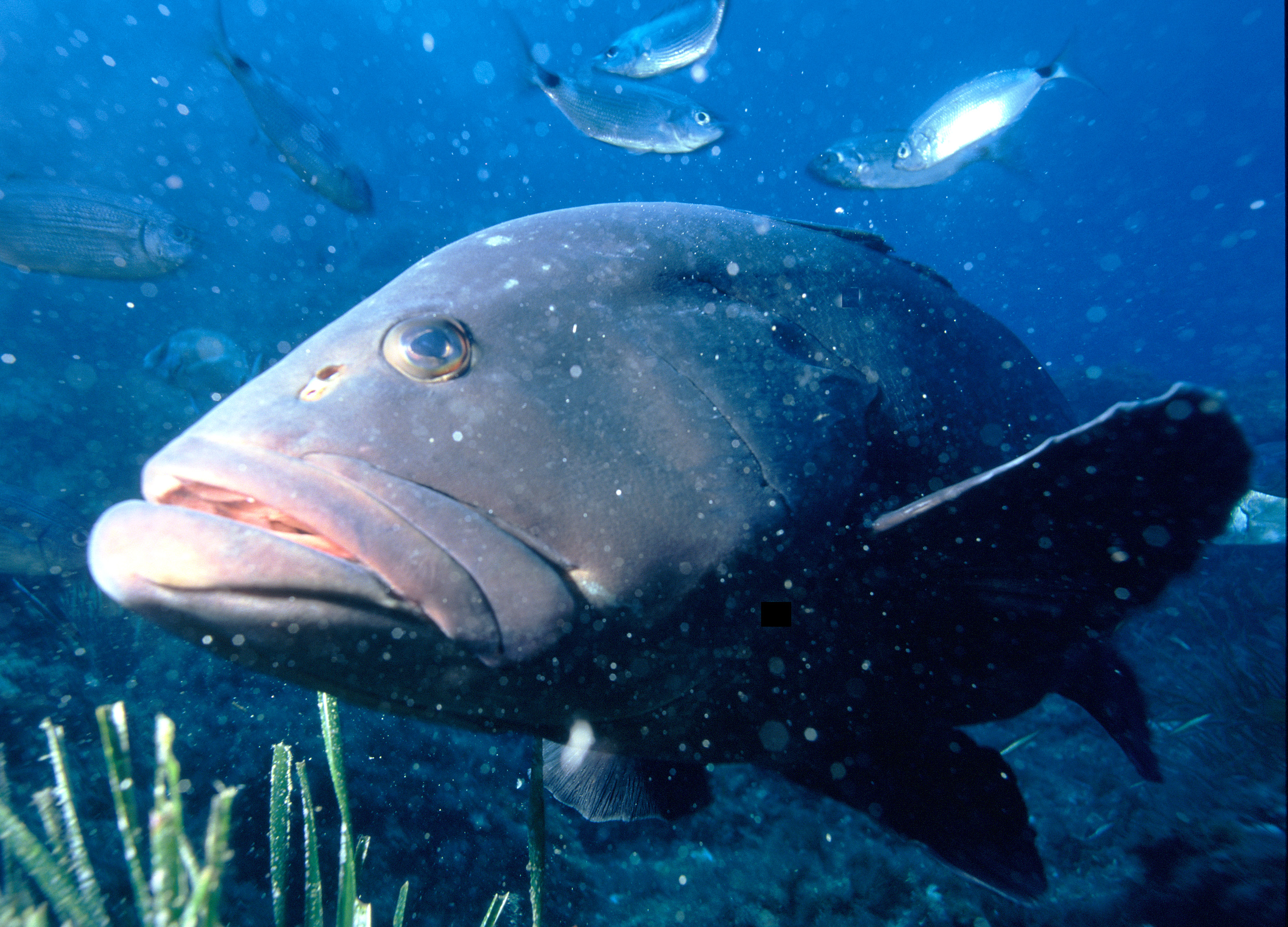
Brauner Zackenbarsch

Die Fische sind standorttreue Einzelgänger und bilden Reviere in Riffen und Felsküsten in Tiefen von 8 bis 200 Meter. Sie ernähren sich von Weichtieren, vor allem Kraken, Krebstieren und kleineren Fischen.
Der Braune Zackenbarsch ist ein Protogyner Zwitter, der anfangs weibliche Fisch wechselt entsprechend ab einer Körperlänge zwischen 40 und 80 Zentimeter sein Geschlecht und wird zu einem männlichen Tier. Die Laichzeit reicht im Nordostatlantik von März bis Juni, wobei die Weibchen den Laich ins Freiwasser abgeben. Die Eier treiben pelagisch mit der Strömung und schlüpfen entsprechend im Freiwasser.
Der Braune Zackenbarsch erreicht ein Alter von bis zu 50 Jahren.

## Systematik
Der Braune Zackenbarsch wurde erstmals im Jahr 1834 durch den Engländer Richard Thomas Lowe beschrieben und dabei der Gattung Serranus zugeordnet. Später wurde die Art in die Zackenbarschgattung Epinephelus gestellt. In einer im September 2018 veröffentlichten umfangreichen Revision der Zackenbarsche wurde der Braune Zackenbarsch in die Gattung Mycteroperca gestellt.